# Раиваваэ
Раиваваэ (фр. Raivavae) — остров в архипелаге Тубуаи (Французская Полинезия). Расположен к югу острова Таити в центральной части архипелага примерно в 195 км к юго-востоку от острова Тубуаи. Площадь — 16 км², а население — 905 человек (2007).

## География

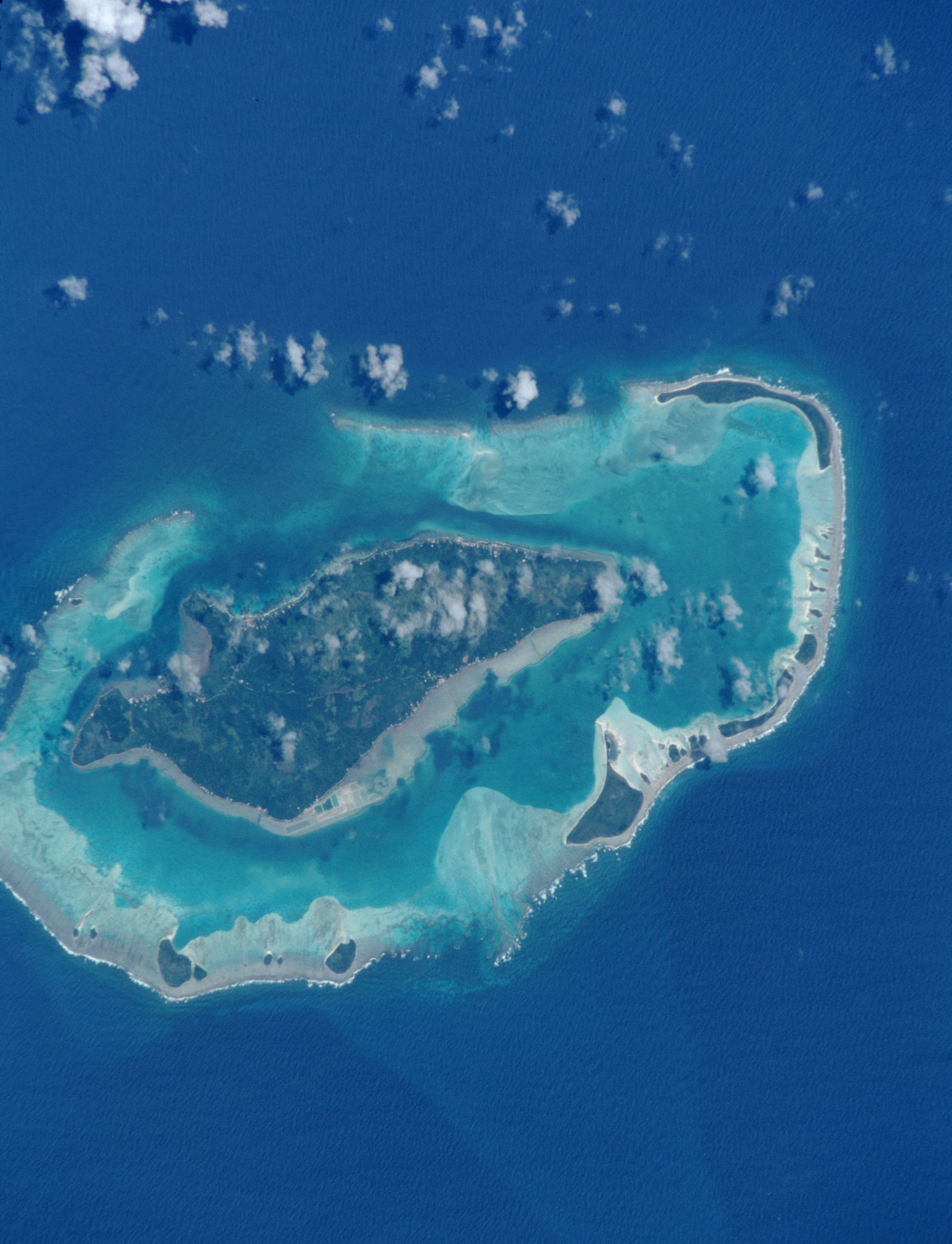
Космический снимок острова.

Раиваваэ имеет вулканическое происхождение. Высшая точка острова — гора Хиро, которая достигает высоты 437 м. Общая площадь суши острова составляет 16 км². В центре расположен самый высокий остров, который окружён лагуной. Лагуна, в свою очередь, окружена небольшими островками, или моту, Моту-Мано, Моту-Хана, Моту-Ваиаману, Моту-Араоо и Моту-Хааму.

## История
Раиваваэ был открыт в 1775 году испанскими моряками во главе с Томасом Гайангосом, а в 1880 году был аннексирован Францией.

## Административное деление
Остров Раиваваэ — коммуна, входящая в состав административного подразделения Южные острова (Тубуаи).

## Население
В 2007 году численность населения Раиваваэ составляла 905 человек. Главные поселения — деревни Раируа, Маханатоа, Анатону и Ваиуру.

## Экономика
Основное занятие жителей — рыболовство, выращивание кофе. В 2002 году на Раиваваэ в действие был введён аэродром.